# Институт теоретической и экспериментальной биофизики РАН
Институт теоретической и экспериментальной биофизики РАН — учреждение Российской академии наук. Институт проводит фундаментальные и прикладные исследования в области теоретической и экспериментальной биофизики. В настоящее время в состав института входят 23 лаборатории.

## История
Институт биологической физики АН СССР был организован в 1952 году на базе лаборатории биофизики, изотопов и излучений А. М. Кузина.
В 1963 году институт был переведён в город Пущино Московской области, и на его базе формировался Пущинский научный центр биологических исследований. Некоторые отделы и лаборатории института позднее выросли в самостоятельные академические институты.
Институт возглавляли:
- 1952—1956 — А. М. Кузин
- 1956—1976 — Г. М. Франк
- 1976—1987 — Г. Р. Иваницкий
- 1987—1990 — Е. Е. Фесенко

В 1990 году Институт биологической физики АН СССР был разделён на Институт общей биофизики АН СССР и Институт биофизики клетки АН СССР. Институт общей биофизики был вскоре переименован в Институт теоретической и экспериментальной биофизики АН СССР.
Далее Институт возглавляли:
- 1990—2001 — Л. М. Чайлахян[2]
- 2001—2015 — Г. Р. Иваницкий
- с 2016 — И. П. Белецкий[3]

В 1991 году Институт стал одним из учредителей ОАО НПФ «Перфторан», производящего кровезаменитель «Перфторан».